# José María Heredia
José María Heredia y Heredia (ur. 31 grudnia 1803 w Santiago de Cuba, zm. 21 maja 1839 w Toluca) – kubański poeta, czołowy przedstawiciel romantyzmu w literaturze kubańskiej.
Podobnie jak niemal wszyscy wielcy romantycy europejscy, tak też Heredia początkowo wywodził się z kręgu oświeceniowych klasyków; tłumaczył wówczas wiersze z francuskiego, włoskiego i angielskiego, które jednocześnie stały się dla niego warsztatem formy. W dojrzałych już latach twórczości poeta zwróci się jednak w stronę romantyzmu. Jego lirykę z tego okresu cechuje głęboki patriotyzm, fascynacja historią i ruinami. Jego najważniejszy utwór to Oda do Niagary.